# Dōkyonin wa Hiza, Tokidoki, Atama no Ue.
Dōkyonin wa Hiza, Tokidoki, Atama no Ue. (同居人はひざ、時々、頭のうえ。?) es un manga escrito por Minatsuki e ilustrada por As Futatsuya, es serializada en línea en el sitio Comic Polaris de la editorial Flex Comix, hasta 2018 cuenta con 6 volúmenes.
En enero de 2019 se emitió una serie de anime para televisión producida por el estudio Zero-G, con un total de 12 episodios.

## Argumento
Subaru Mikazuki es un joven escritor que busca inspiración para sus novelas. De visita en un cementerio, al visitar la tumba de sus padres, encuentra un gato que roba la comida de la ofrenda y decide comenzar a cuidarlo, pensando que puede ser de utilidad para brindarle compañía e inspiración en su trabajo. Al principio el joven está enfrascado en escribir una novela de misterio pero odia salir e interactuar con las personas. Con el paso del tiempo el joven y su mascota intentan llevarse bien y comprenderse entre ellos. Gracias a la compañía del gato, Mikazuki gana más confianza con las personas y crea un vínculo más allá de la relación mascota y dueño.

## Personajes
Subaru Mikazuki (朏 素晴 Mikazuki Subaru?)
Voz por: Kenshō Ono
El protagonista de la historia es un joven de 23 años que se dedica a escribir novelas, que son publicadas en una revista, siempre busca ser un gran escritor. Cuando encuentra a un gato abandonado, su vida cambia y comienza a cambiar su reservada personalidad e interacciona más con otras personas.
Haru (陽?)
Voz por: Haruka Yamazaki
Es una gata que fue abandonada y deambulaba en un cementerio. Antes vivía en la calle con otros gatos. Fue recogida por Mikazuki y en casa, intenta llamar la atención de su amo, dando su opinión y cuenta vida de su amo desde su punto de vista.
Atsushi Kawase (河瀬 篤 Kawase Atsushi?)
Voz por: Hiro Shimono
Es un editor que trabaja para la Editorial Koguma. Tiene 27 años, está casado y le gustan los gatos.
Nana Ōkami (押守 なな Ōkami Nana?)
Voz por: Chika Anzai
Una empleada de la tienda de mascotas, tiene 21 años. Le da consejos a Mikazuki para cuidar a su mascota y le gusta leer.
Yūgo Ōkami (押守 優伍 Ōkami Yūgo?)
Voz por: Yoshiki Nakajima
Es el hermano menor de Nana, un joven estudiante de preparatoria. Le encantan las novelas de fantasía.
Hachi (はち?)
Voz por: Ayumu Murase
Un gato que vivía en la calle y fue adoptado. Es el hermano menor de Haru.
Roku (ろく?)
Voz por: Kenjiro Tsuda
Un gato callejero que fue recogido por Nana.

## Manga
Es una serie de manga publicada en línea en el sitio web Comic Polaris de la editorial Flex Comix, es escrito por Minatsuki e ilustrado por As Futatsuya. Hasta 2018 lleva compilados seis volúmenes en formato tankōbon para su venta en físico.

#### Lista de volúmenes
| N.º | Título      | Fecha de lanzamiento    | ISBN original          |
| --- | ----------- | ----------------------- | ---------------------- |
| 1   | «Volumen 1» | 25 de octubre de 2015   | ISBN 978-4-86675-963-0 |
| 2   | «Volumen 2» | 25 de junio de 2016     | ISBN 978-4-86675-972-2 |
| 3   | «Volumen 3» | 25 de febrero de 2017   | ISBN 978-4-86675-981-4 |
| 4   | «Volumen 4» | 25 de enero de 2018     | ISBN 978-4-86675-993-7 |
| 5   | «Volumen 5» | 15 de diciembre de 2018 | ISBN 978-4-86675-040-8 |
| 6   | «Volumen 6» | 12 de diciembre de 2019 | ISBN 978-4-86675-087-3 |

## Anime
Una adaptación a serie de anime para televisión fue anunciada para ser estrenada el 9 de enero de 2019, fue transmitida en los canales AT-X, ABC, Tokyo MX y BS11. La serie es producida por el estudio Zero-G y dirigida por Kaoru Suzuki, Deko Akao a cargo del guion y Masaru Kitao encargado del diseño de los personajes. El cantante y pianista japonés Kotringo interpreta el tema de apertura Unknown World y Yoshino Nanjō el tema de cierre Kimi no Tonari Watashi no Basho. Cuenta con un total de 12 episodios.

### Lista de episodios
| #  | Título                                     | Estreno               |
| -- | ------------------------------------------ | --------------------- |
| 1  | «Michitonosōgū» (未知との遭遇)             | 9 de enero de 2019    |
| 2  | «Kimi o Yobu» (君を呼ぶ)                   | 16 de enero de 2019   |
| 3  | «Kimi ni Fureru» (君に触れる)              | 23 de enero de 2019   |
| 4  | «Kimi no Tame» (君のため)                  | 30 de enero de 2019   |
| 5  | «Kimi ni Tsutaetaikoto» (君に伝えたいこと) | 6 de febrero de 2019  |
| 6  | «Tsunagarumonono» (つながるものの)         | 13 de febrero de 2019 |
| 7  | «Osenu Kimitachi» (御せぬ君たち)           | 20 de febrero de 2019 |
| 8  | «Kimi ga Iru Kara» (君がいるから)          | 27 de febrero de 2019 |
| 9  | «Kimi ni Sashidasu» (君にさしだす)         | 6 de marzo de 2019    |
| 10 | «Issho Gohan» (いっしょごはん)             | 13 de marzo de 2019   |
| 11 | «Meguru Omoi» (巡る想い)                   | 20 de marzo de 2019   |
| 12 | «Kimi to Boku to» (君と僕と)               | 27 de marzo de 2019   |